# ポティート・スタラーチェ
ポティート・スタラーチェ（Potito Starace, 1981年7月14日 - ）は、イタリア・カンパニア州アヴェッリーノ県チェルヴィナーラ出身の男子プロテニス選手。ATPランキング自己最高位はシングルス27位、ダブルス40位。ATPツアーでダブルス6勝を挙げているが、シングルスは優勝がない（準優勝4度）。
身長188cm、体重84kg。右利き、バックハンド・ストロークは両手打ち。単複計13度のツアー決勝進出の内、ハードサーフェスのダブルス2回を除く11回がクレーコートで、クレーコートを得意とする選手である。

## ジュニア時代
イタリア政府で働く父と、教師の母との間に3人兄弟の長男として生まれたスタラーチェは8歳の頃からテニスを始める。この頃から現在のコーチであるウンベルト・リアナに師事し、同じくリアナをコーチとしていたダニエレ・ブラッチャーリと共に、彼の下で本格的にテニスを学ぶ。スタラーチェはジュニア時代からITFジュニアサーキットには殆ど出場せず、早くからシニアレベルのITF男子サーキットを転戦していた。2001年にプロ転向。

## プロ転向後

### 2001年～2004年
プロ転向後数年は下部ツアーを転戦していたスタラーチェであったが、2004年に最初の転機が訪れる。6月の全仏オープンで初めてグランドスラム大会へ出場を果たすと、2回戦で当時世界ランク10位のセバスチャン・グロジャンを7-6(6), 6-3, 6-4のストレートで下す番狂わせを起こす活躍で3回戦に進出。3回戦ではマラト・サフィンに7-6(4), 4-6, 6-3, 5-7, 5-7のフルセットの激戦の末惜敗した。更に7月のスイス・オープン・グシュタードでも予選を勝ち上がり、1回戦で第7シードのダビド・サンチェスを、準々決勝で第4シードのイジー・ノバクをそれぞれ下す活躍で、第1シード、当時世界ランク1位のロジャー・フェデラーとの準決勝まで進出。これらの活躍により翌週のデビスカップ2004ブルガリア代表戦でデビスカップイタリア代表に初選出される。またツアー下部のチャレンジャー大会でも3大会で優勝する好成績を残し、シングルス年度末ランクを76位で終了。自身初の年間トップ100フィニッシュを果たし、以降ツアーレベルに定着するようになる。

### 2005年
この年は5月のローマ・マスターズで予選を勝ち上がり、1回戦で当時世界ランク8位のカルロス・モヤを6-4, 7-6(7)のストレートで下しアルベルト・マルティンとの2回戦まで進出すると、ノーシードで出場した8月のオレンジ・プロコム・オープンでも、2回戦で第4シードのカルロス・モヤを、3回戦で第6シードのホセ・アカスソを破り、ガエル・モンフィスとの準決勝まで進出。この年は他にも1月のハイネケン・オープンと7月のスイス・オープン・グシュタードでもそれぞれノーシードからシングルスベスト8に進出する好成績を残した。

### 2006年
この年は特にダブルスで好成績を挙げ、フィリッポ・ボランドリと組んでノーシードで出場した2月のアビエルト・メキシコ・テルセルで勝ち上がり、決勝に進出。決勝では第1シードのフランティシェク・チェルマク/レオシュ・フリードル組に5-7, 2-6のストレートで敗れ準優勝となったが、自身初のツアー決勝進出を果たす。更にアルベルト・マルティンと組んでノーシードで出場した6月の全仏オープン男子ダブルスでも、2回戦で第8シードのシーモン・アスペリン/トッド・ペリー組を6-4, 6-4のストレートで破る活躍で第2シードのヨナス・ビョルクマン/マックス・ミルヌイ組との準々決勝まで進出した。一方シングルスでは前年ほどの好成績は挙げられなかったが、2月のアルゼンチン・オープン、5月のヒポグループ・テニス国際、10月のサンクトペテルブルク・オープンでそれぞれベスト8に進出。これらの活躍により年度末ランクでは単複共にトップ100フィニッシュを果たした。

### 2007年
この年はノーシードで出場した4月のバレンシア・オープンで自身初のツアーシングルス決勝進出を果たし準優勝すると、7月のオーストリア・オープンでも決勝に進出し準優勝。他にもツアーで5度ベスト8に進出し、ツアー下部のチャレンジャー大会でも2優勝を挙げる活躍で、10月15日付のATPランキングで自己最高位の27位を記録。年度末ランクでも31位で終了し、初めてイタリア人選手のトップに立つ等、スタラーチェのシングルスキャリアにおいて最高の年となった。一方ダブルスではマルティン・バサージョ・アルグエージョと組んで出場した2月のアビエルト・メキシコ・テルセルで2年連続の決勝進出を果たすと、決勝では第1シードのルーカス・ドロウヒー/パベル・ビズネル組を6-0, 6-2のストレートで破り、ツアー初優勝を果たす。更にルイス・オルナと組んで出場した7月のオーストリア・オープンでも、準決勝で第1シードのシーモン・アスペリン/ユリアン・ノール組を破り決勝に進出。決勝ではトーマス・ベーレント/クリストファー・カス組を7-6(4), 7-6(5)のストレートで下し、ダブルス2勝目を挙げた。

### 2008年
この年は後述する賭博スキャンダルにより、シーズン開始から6週間の出場停止の罰則を受けたため、全豪オープンへの参加が不可能になる等、思わぬ出遅れに見舞われる事態となった。シングルスではツアーで4度のベスト8進出があったものの、前年ほどの好成績は残せず、年度末ランクも72位で終えるなど大きく下降した。一方ダブルスではセルジー・スタホフスキーと組んで出場した10月のクレムリン・カップで勝ち上がり優勝。他にも2月のアビエルト・メキシコ・テルセルでも準決勝に進出するなど、前年に引き続き好成績を収めた。

### 2009年
この年のシングルスは5月のBMWオープンでのベスト8進出の他は、前年以上にツアーで好成績が残せず、5月には一時トップ100から転落する不振にあったが、その後出場したチャレンジャー大会で1優勝3準優勝の好成績を挙げ、年度末ランクでは62位まで戻してトップ100に踏みとどまった。ダブルスも前年程の活躍は無かったが、アグスティン・カレリと組んで出場した2月のアルゼンチン・オープンで準決勝進出が1度あった。

### 2010年
シングルスではクロアチア・オープンで、ツアーシングルス3度目となる決勝に進出したが、フアン・カルロス・フェレーロに4–6, 4–6で敗れた。ダブルスでは、2月のチリ・オープンとアビエルト・メキシコ・テルセルで準優勝、10月のサンクトペテルブルク・オープンでダニエレ・ブラッチャーリと組み、ロハン・ボパンナ/アイサム＝ウル＝ハク・クレシ組を7–6(6), 7–6(5)で破りダブルス4勝目を挙げた。

### 2011年
4月のハサン2世グランプリでツアーシングルス4度目となる決勝に進出したが、パブロ・アンドゥハルに1–6, 2–6で敗れた。ダブルスではダニエレ・ブラッチャーリと組み、全仏オープンで5年ぶりのベスト8に進出。9月のBRDナスターゼ・ティリアク・トロフィーでは決勝でユリアン・ノール/ダビド・マレーロ組を3–6, 6–4, [10–8]で破りダブルスツアー5勝目を挙げた。

### 2012年
1月の全豪オープンでは1回戦で伊藤竜馬に3-6, 6-4, 3-6, 4-6で敗れた。全仏オープンではシングルスでは1回戦で第1シードのノバク・ジョコビッチに6-7(3), 3-6, 1-6で敗れたが、ダニエレ・ブラッチャーリと組んだダブルスではベスト4に進出している。

## 賭博スキャンダル
2007年12月、スタラーチェとダニエレ・ブラッチャーリの2名のイタリア人選手が、ATPが禁止しているテニス賭博行為を行ったとして処分を受けた。2人の所属するイタリアテニス協会の発表によると、スタラーチェは2年前の2005年に5回に渡って計90ユーロ、ブラッチャーリは1口5ユーロの賭けに50回参加したとの罪状で、スタラーチェには3万ドルの罰金と翌2008年シーズン開始から6週間の出場停止、ブラッチャーリには2万ドルの罰金と翌シーズン開始から3ヶ月の出場停止が下された。ブラッチャーリは賭けを行った事自体は否定しなかったが、「僕らはチャンピオンではないし、上層部にはそれほど重要ではないのさ。でも、我々イタリア人だけが賭けに関わった選手ではないと思っているよ。ATPの『テニス賭博は必要ではない』という規定にはさまざまな解釈の仕方がある。それに、もし僕がもっと卑怯なことをしようと思ったら、自分の名前には賭けないよ。」と自分達は身代わりにされたのだとコメントした。イタリアでは前月の11月にもアレッシオ・ディマウロが同様の賭博行為で9ヶ月間の出場停止処分を受けており、イタリアのトップ選手が相次いで処分される事態となったが、こうした事態に対しイタリア協会側は「ディマウロの件もそうだが、2人に対する処分が重すぎる。2人が自分たちの試合に賭けていないことは明らかだ」との声明を発表し、3人が身代わりにされたとして処分に異議を唱えるなど波紋を広げた。その後スタラーチェは処分後もシングルストップ100に留まるなどキャリアに大きな影響はなかったが、ブラッチャーリはその後ダブルスに注力、一番処分の重かったディマウロは完全にツアーレベルから陥落するなど選手のキャリアにも影響を与える事件となった。

## ATPツアー決勝進出結果

### シングルス: 4回 (0勝4敗)
| 大会グレード                            |
| グランドスラム (0-0)                    |
| ATPワールドツアー・ファイナル (0-0)     |
| ATPワールドツアー・マスターズ1000 (0-0) |
| ATPワールドツアー・500シリーズ (0-1)    |
| ATPワールドツアー・250シリーズ (0-3)    |

| サーフェス別タイトル |
| ハード (0-0)         |
| クレー (0-4)         |
| 芝 (0-0)             |
| カーペット (0-0)     |

| 結果   | No. | 決勝日        | 大会           | サーフェス | 対戦相手                     | スコア        |
| ------ | --- | ------------- | -------------- | ---------- | ---------------------------- | ------------- |
| 準優勝 | 1.  | 2007年4月15日 | バレンシア     | クレー     | ニコラス・アルマグロ         | 6–4, 2–6, 1–6 |
| 準優勝 | 2.  | 2007年7月29日 | キッツビュール | クレー     | フアン・モナコ               | 7–5, 3–6, 4–6 |
| 準優勝 | 3.  | 2010年8月1日  | ウマグ         | クレー     | フアン・カルロス・フェレーロ | 4–6, 4–6      |
| 準優勝 | 4.  | 2011年4月10日 | カサブランカ   | クレー     | パブロ・アンドゥハル         | 1–6, 2–6      |

### ダブルス: 9回 (6勝3敗)
| 結果   | No. | 決勝日         | 大会                 | サーフェス    | パートナー                             | 対戦相手                                          | スコア              |
| ------ | --- | -------------- | -------------------- | ------------- | -------------------------------------- | ------------------------------------------------- | ------------------- |
| 準優勝 | 1.  | 2006年2月27日  | アカプルコ           | クレー        | フィリッポ・ボランドリ                 | フランティシェク・チェルマク レオシュ・フリードル | 5–7, 2–6            |
| 優勝   | 1.  | 2007年3月4日   | アカプルコ           | クレー        | マルティン・バサージョ・アルグエージョ | ルーカス・ドロウヒー パベル・ビズネル             | 6–0, 6–2            |
| 優勝   | 2.  | 2007年7月29日  | キッツビュール       | クレー        | ルイス・オルナ                         | トーマス・ベーレント クリストファー・カス         | 7–6(4), 7–6(5)      |
| 優勝   | 3.  | 2008年10月6日  | モスクワ             | ハード (室内) | セルジー・スタホフスキー               | ステファン・フース ロス・ハッチンス               | 7–6(4), 2–6, [10–6] |
| 準優勝 | 2.  | 2010年2月6日   | サンティアゴ         | クレー        | オラシオ・セバジョス                   | ルカシュ・クボット オリバー・マラチ               | 4–6, 0–6            |
| 準優勝 | 3.  | 2010年2月27日  | アカプルコ           | クレー        | ファビオ・フォニーニ                   | ルカシュ・クボット オリバー・マラチ               | 0–6, 0–6            |
| 優勝   | 4.  | 2010年10月31日 | サンクトペテルブルク | ハード (室内) | ダニエレ・ブラッチャーリ               | ロハン・ボパンナ アイサム＝ウル＝ハク・クレシ     | 7–6(6), 7–6(5)      |
| 優勝   | 5.  | 2011年9月24日  | ブカレスト           | クレー        | ダニエレ・ブラッチャーリ               | ユリアン・ノール ダビド・マレーロ                 | 3–6, 6-4, [10–8]    |
| 優勝   | 6.  | 2013年2月10日  | ビニャ・デル・マール | クレー        | パオロ・ロレンツィ                     | フアン・モナコ ラファエル・ナダル                 | 6–2, 6–4            |

## 4大大会シングルス成績
略語の説明
| W | F | SF | QF | #R | RR | Q# | LQ | A | Z# | PO | G | S | B | NMS | P | NH |

W=優勝, F=準優勝, SF=ベスト4, QF=ベスト8, #R=#回戦敗退, RR=ラウンドロビン敗退, Q#=予選#回戦敗退, LQ=予選敗退, A=大会不参加, Z#=デビスカップ/BJKカップ地域ゾーン, PO=デビスカップ/BJKカッププレーオフ, G=オリンピック金メダル, S=オリンピック銀メダル, B=オリンピック銅メダル, NMS=マスターズシリーズから降格, P=開催延期, NH=開催なし.
| 大会           | 2002 | 2003 | 2004 | 2005 | 2006 | 2007 | 2008 | 2009 | 2010 | 2011 | 2012 | 2013 | 2014 | 2015 | 通算成績 |
| -------------- | ---- | ---- | ---- | ---- | ---- | ---- | ---- | ---- | ---- | ---- | ---- | ---- | ---- | ---- | -------- |
| 全豪オープン   | A    | A    | A    | 1R   | 1R   | 1R   | A    | 1R   | 1R   | 1R   | 1R   | LQ   | LQ   | A    | 0–7      |
| 全仏オープン   | A    | LQ   | 3R   | A    | 1R   | 3R   | 1R   | 2R   | 2R   | 1R   | 1R   | A    | 1R   | LQ   | 6–9      |
| ウィンブルドン | LQ   | LQ   | 1R   | 1R   | 1R   | 1R   | 1R   | 2R   | 1R   | 1R   | 1R   | A    | A    | A    | 1–9      |
| 全米オープン   | A    | LQ   | 2R   | 1R   | 1R   | 1R   | 1R   | 1R   | 1R   | 2R   | A    | A    | A    | A    | 2–8      |